# Jean-Michel Bismut
Jean-Michel Bismut (Lisboa, 26 de fevereiro de 1948) é um matemático francês. É professor da Universidade Paris-Sul desde 1981.
Encontrou uma prova da equação do calor para o teorema do índice de Atiyah-Singer. Em 1990 recebeu o Prêmio Ampère da Académie des Sciences. Foi professor visitante no Instituto de Estudos Avançados de Princeton no verão de 1984. Em 1991 foi eleito membro da Académie des Sciences.

## Publicações selecionadas
- ——— (1986). «The Atiyah-Singer index theorem for families of Dirac operators: two heat equation proofs». Invent. Math. 83: 91–151
- ———; Lebeau, G. (1992). «Complex immersions and Quillen metrics». Inst. Hautes Etudes Scientifiques Pub. Math. 74 (1991)
- ——— (2005). «The hypoelliptic Laplacian on the cotangent bundle». J. Amer. Math. Soc. 18 (2): 379–476